# فاليري غيليز
فاليري غيليز هي شاعرة كندية، ولدت في 1948 في ألبرتا في كندا.

## وصلات خارجية
- الموقع الرسمي